# Sangue d'avventuriero
Sangue d'avventuriero (Ein Blatt Papier) è un film muto del 1916 scritto, diretto e prodotto da Joe May.

## Produzione
Il film fu prodotto dalla May-Film GmbH (Berlin).

## Distribuzione
Venne presentato in prima a Berlino il 12 maggio 1916 al Tauentzien-Palast. Il film venne distribuito anche in Italia con visto di censura 15196 del giugno 1920.